# Notoraja
A Notoraja a porcos halak (Chondrichthyes) osztályának rájaalakúak (Rajiformes) rendjébe, ezen belül az Arhynchobatidae családjába tartozó nem.

## Tudnivalók
A Notoraja-fajok többsége a Csendes-óceán nyugati felén fordul elő, azonban néhányuk az Indiai-óceánban található meg. Ezek a porcos halak fajtól függően 4-64 centiméteresek.

## Rendszerezés
A nembe az alábbi 12 élő faj tartozik:
- Notoraja alisae Séret & Last, 2012
- Notoraja azurea McEachran & Last, 2008
- Notoraja fijiensis Séret & Last, 2012
- Notoraja hirticauda Last & McEachran, 2006
- Notoraja inusitata Séret & Last, 2012
- Notoraja lira McEachran & Last, 2008
- Notoraja longiventralis Séret & Last, 2012
- Notoraja ochroderma McEachran & Last, 1994
- Notoraja sapphira Séret & Last, 2009
- Notoraja sereti White, Last & Mana, 2017
- Notoraja sticta McEachran & Last, 2008
- Notoraja tobitukai (Hiyama, 1940)